# Torx

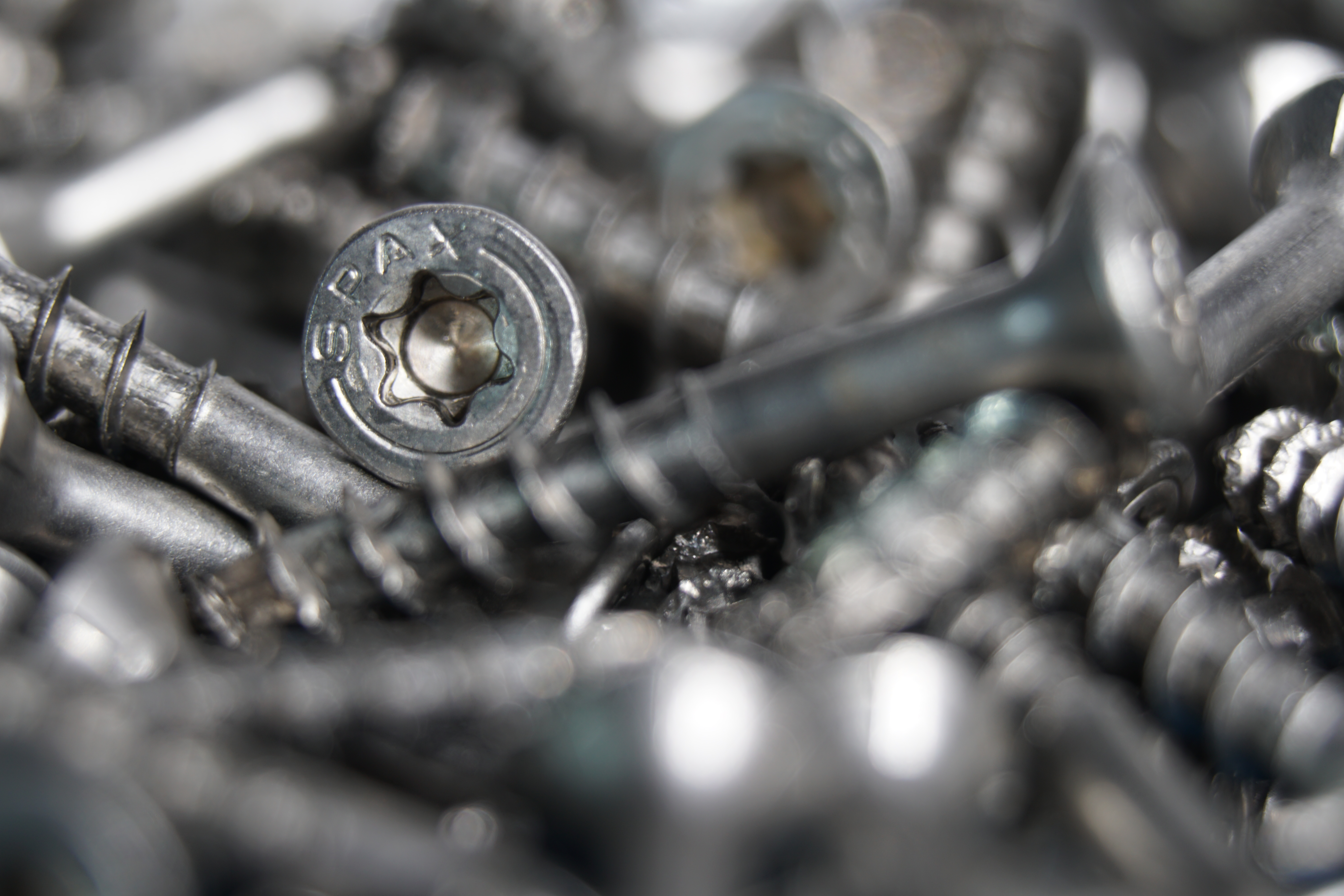
Torxschroeven

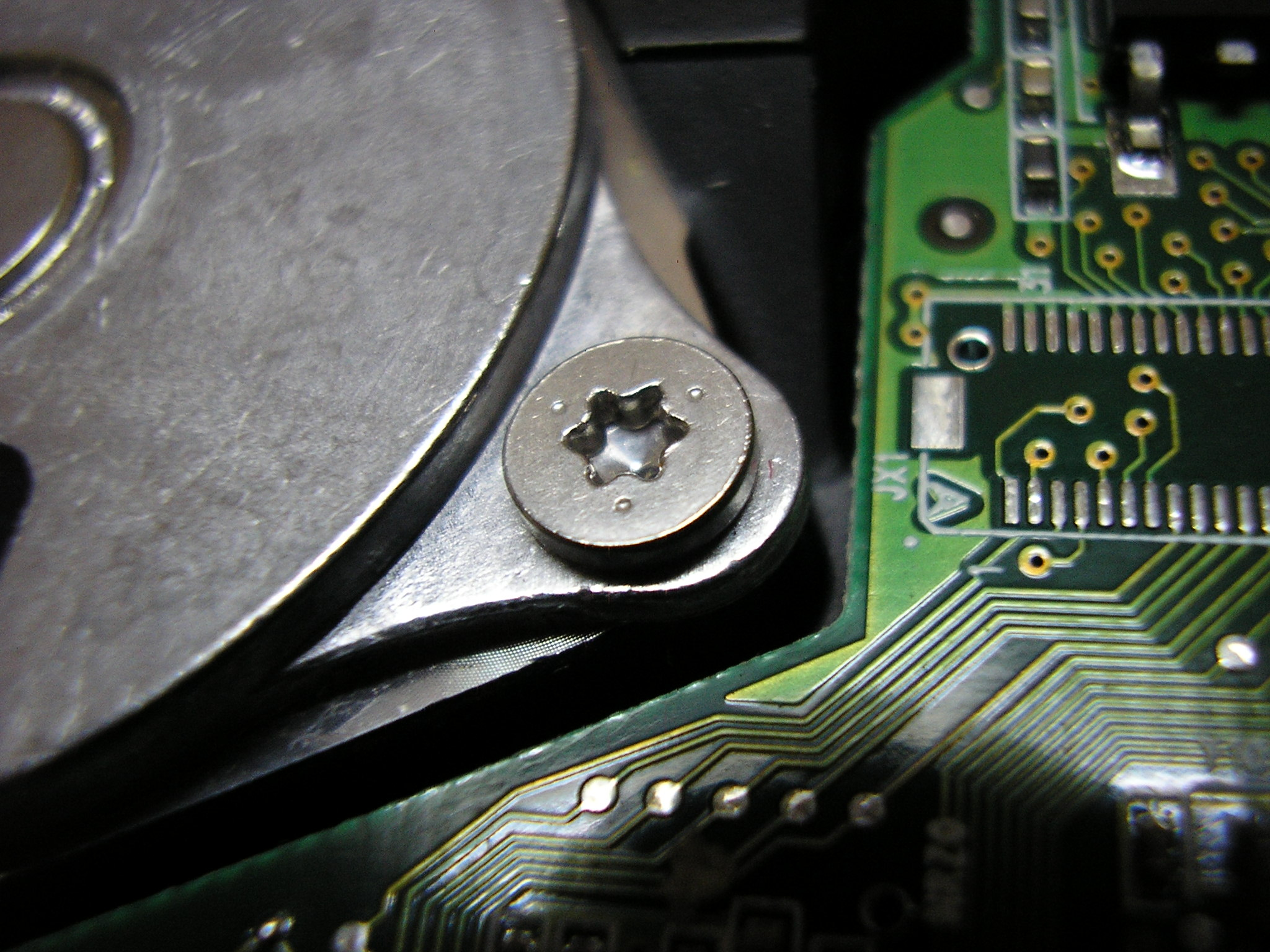
Torxbout

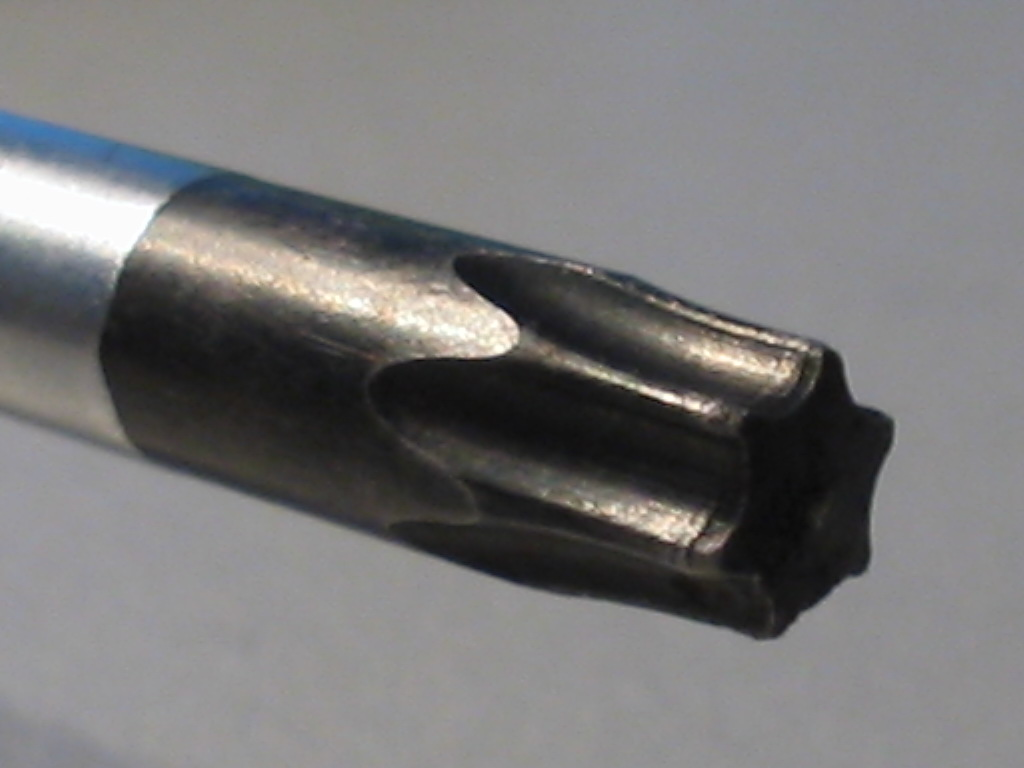
Het uiteinde van een torxsleutel

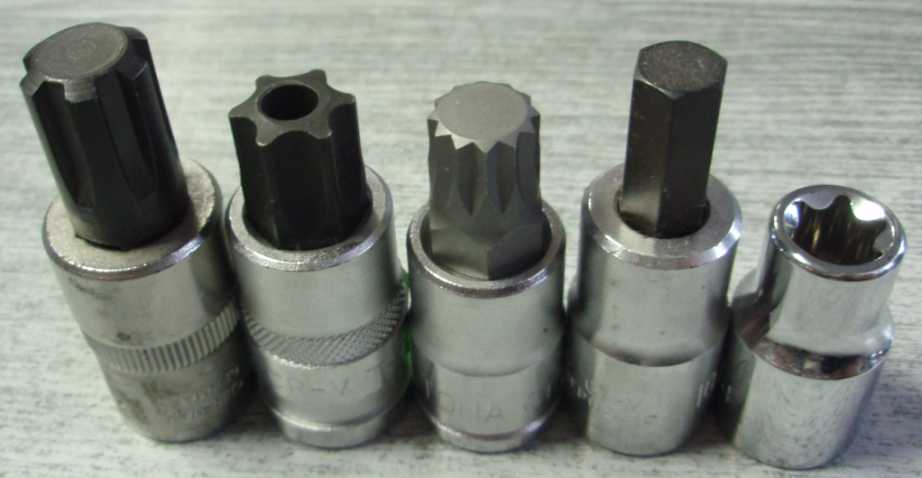
RIBE, Torx TR, XZN, Inbus en E-Torx

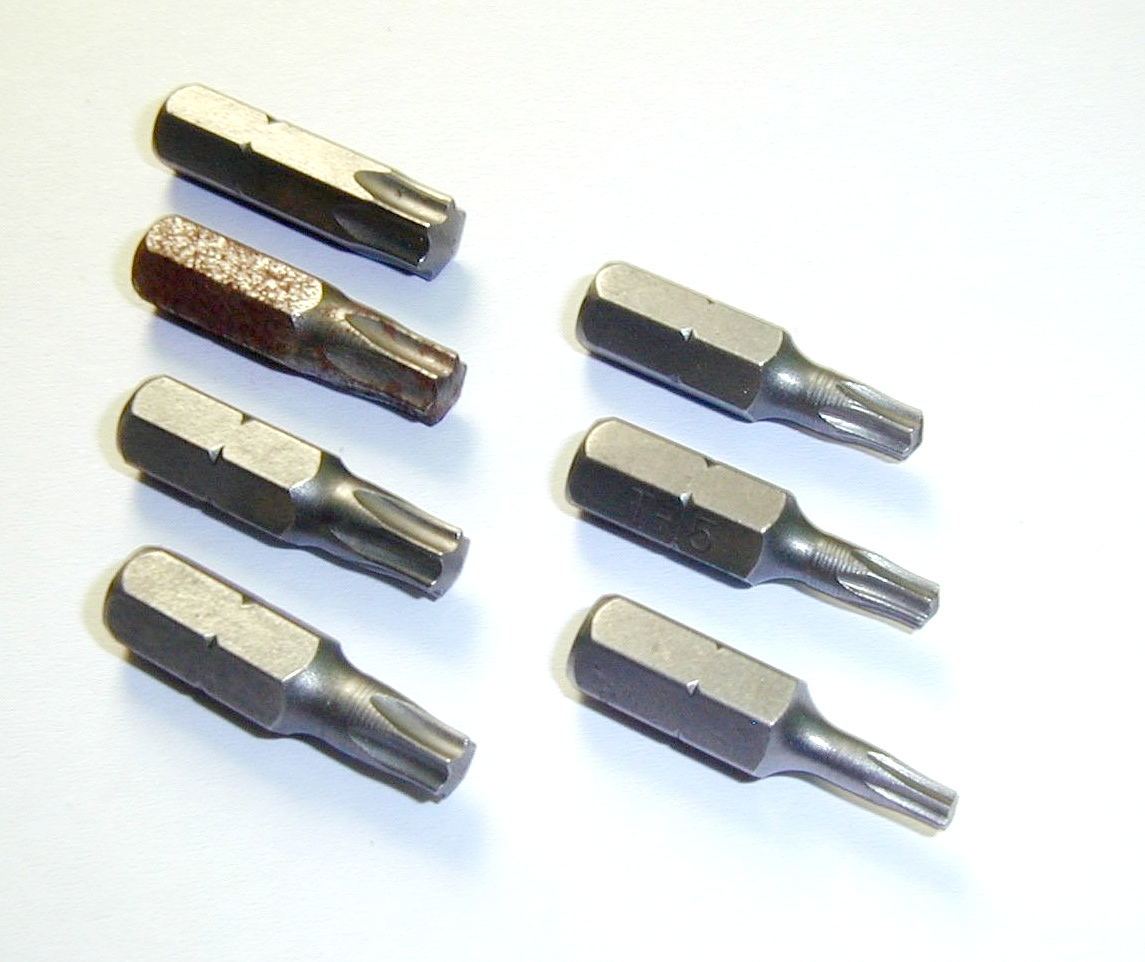
Torx-schroefbitset

Torx is een type schroef- en boutkop; de insparing in de kop lijkt op een zespuntige ster. Dit type schroef dateert vanaf 1967. Eind 20ste en begin 21ste eeuw wordt dit type steeds meer een alternatief voor de  kruiskopschroef. De afmetingen van de torxschroeven en -bouten staan beschreven in ISO 10664-2014 - Torx. Het koptype heeft als voordeel dat de krachtoverbrenging tussen gereedschap en schroef beter is en de kans kleiner is dat het gereedschap uit de kop schiet. De koppeloverdracht bij torx is zo hoog dat het kan gebeuren dat de kop van schroef of gereedschap afbreekt tijdens montage.
Er bestaan verschillende gereedschappen voor het monteren van torxschroeven:
- Torxsleutels - in de vorm van inbussleutels of met T-greep
- Torxschroevendraaiers - een schroevendraaier met torxkop
- Torxbits - torxschroefbits voor gebruik in een schroefboormachine
- E-Torx doppen - voor gebruik met een dopsleutel voor uitwendige torx schroeven

## Varianten
- Torx TR. Net als bij inbus bestaat er ook een torx veiligheidsschroef met een pen in het midden, Torx Tamper Resistant. Dit soort schroef kan alleen met torx TR gereedschap worden gemonteerd. Tegenwoordig is dit gereedschap ook weer makkelijk te verkrijgen en zijn deze schroeven dus niet meer echt veilig. Torx TR gereedschap is andersom wel te gebruiken voor conventionele torx schroeven.
- E-Torx. De dopsleutelvariant, External (uitwendig) Torx, waarbij de schroef en dop eruitzien als een omgekeerde conventionele torx.

## Maten
Evenals sleuf- en kruiskopschroeven kennen torxschroeven ook verschillende maten. Echter bij de laatste lukt het niet om gereedschap van een onjuiste maat te gebruiken. De maat moet namelijk exact overeenkomen, en wordt daarom ook op de verpakking (van zowel de schroeven als gereedschap) aangegeven. De maataanduiding bestaat uit een hoofdletter T waarachter een getal te lezen is. De maten lopen van T1 (0,81 mm) tot en met T10 opeenvolgend. Hierna zitten er stappen van vijf tussen de maten (T15, T20, T25, T30, etc.). (Uitzondering is tussen T25 en T30 want hiertussen zit ook nog een veelgebruikte variant, T27)